# Zamarada labrys
Zamarada labrys là một loài bướm đêm trong họ Geometridae.